# Epipomponia nawai
Epipomponia nawai is een vlinder uit de familie van de Epipyropidae. De wetenschappelijke naam van de soort is voor het eerst geldig gepubliceerd in 1904 door Dyar.